# Tarantella calabresa
La tarantella calabresa, es un término genérico que hace referencia a diferentes tipos de baile típicos de la región italiana de Calabria. Se diferencian de las formas de tarantela del sur de Italia, en particular, en el ritmo. En general, las tarantelas calabresas aún se bailan en fiestas religiosas y en festivales de música tradicional.

## Baile
Se baila en pareja, rodeados de un círculo de personas llamado rota (rueda). El U mastru i ballu (maestro de baile) elige el orden de las personas de la "rota" que pueden bailar cada vez.

## Instrumentos musicales
Los instrumentos musicales de la tradición calabresa son: 
- La zampogna, ciaramida en dialecto calabrese (que no es la zampoña), reemplazada más tarde por el organetto
- El tamburello
- La èpipita (Tible) o la fischiotta
- La lira calabresa

## Principales festivales
- Paleariza en Bova (RC) desde 1997.
- Tarantella Power - A Caulonia desde 1998 hasta 2007 y desde 2009 hasta Badolato (RC).
- Kaulonia Tarantella Festival en Caulonia (RC) desde 2008.
- Radicazioni Festival de Alessandria del Carretto (CS) desde 2003.
- Tamburello Festival en Zambrone (VV) desde 2004.
- Radici Sonore en Tiriolo (CZ) desde 2006.
- Satrianella Festival en Satriano (CZ)  desde 2009.
- Sùanu 'e canna en Sant'Andrea Apostolo dello Ionio desde 2010 hasta 2012.